# Museo nacional Boubou-Hama
El Museo nacional Boubou-Hama (en francés: Musée national Boubou-Hama) es un museo situado en la capital del país africano de Níger, la ciudad de Niamey. También incluye un parque zoológico.
El Museo Nacional de Níger fue creado 18 de diciembre de 1959. En 2008 tomó el nombre de "Museo Nacional Boubou Hama", en honor de Boubou Hama, expresidente de la Asamblea Nacional, un lingüista, historiador, escritor, filósofo y periodista, promotor de la creación del museo .